# In Rainbows
In Rainbows је седми студијски албум енглеске рок групе Radiohead. Група је самостално објавила албум 10. октобра 2007. године на свом сајту као преузимање без фиксне цене, дозвољавајући корисницима да сами унесу колико су спремни да плате, док су физички формати међународно пуштени у продају 3. децембра 2007. преко XL Recordings и 1. јануара 2008. преко TBD Records у Северној Америци. In Rainbows је први објављен албум групе након што је њихов уговор са дискографском кућом EMI истекао објавом претходног албума Hail to the Thief 2003. године.
Чланови групе су отпочели рад на In Rainbows почетком 2005. године. Након неуспешног рада са продуцентом Марком Стентом 2006. године, они су се поново удружили са продуцентом Најџелом Годричем, који је претходно продуцирао сав објављен материјал групе након албума The Bends из 1995. године. Песме су снимане у енглеским господским кућама Холсвел и Тотенхем, у Hospital Club у Лондону, и у оксфордширском студију, користећи традиционалне рок инструменте, као и електронске инструменте, жичане инструменте, клавир и Мартеноове таласе. За разлику од претходних албума, стихови се мање баве политиком и више личним искуствима.
Radiohead су објавили In Rainbows онлајн и дозволили фановима да одреде своју цену за албум, објашњавајући да их је то ослободило од стандардних формата за промоцију и отклонило баријере од публике. То је прва таква објава од стране познате групе и привукло је пажњу медија широм света. Многи су похвалили Radiohead за преиспитивање старих модела и проналаска нових начина за повезивање са фановима, док су други мислили да поставља опасан критеријум на штету мање успешних уметника.
Radiohead су промовисали In Rainbows веб-кастима, музичким видеима, такмичењима и светском турнејом. Песме „Jigsaw Falling into Place” и „Nude” су објављене као синглови; „Nude” је постао први топ 40 сингл у Сједињеним Државама од њиховог првог сингла „Creep” из 1992. године. Малопродајно издање In Rainbows је било на врху UK Albums Chart и Billboard 200, и до октобра 2008. је продато преко три милиона копија албума широм света. Албум је био најпродаванија плоча 2008. године, и има платинасту сертификацију у Уједињеном Краљевству и Канади, и златну у САД, Белгији и Јапану. In Rainbows је добио бројне похвале, укључујући награду Греми за Најбољи албум алтернативне музике и Најбоље упаковано или специјално ограничено издање, и рангиран је међу најбољим албумима године и деценије од стране разних публикација. Магазин Rolling Stone је укључио In Rainbows на својим ажурираним листама за 500 најбољих албума свих времена.

## Позадина
2004. године, након што су завршили турнеју за њихов шести студијски албум, Hail to the Thief (2003), Radiohead су направили паузу. Како је Hail to the Thief био последњи албум објављен под уговором са EMI, они нису били обавезани њиме да објаве нови материјал. Бубњар Филип Селвеј је рекао да Radiohead и даље жели да ствара музику, али су направили паузу како би се фокусирали на друге области својих живота, и да је истицање уговора дало природну тачку за одмор и размишљање. Њујорк Тајмс је описао Radiohead као „убедљиво најпопуларнијим бендом без уговора”.
2005. године, певач и текстописац Том Јорк је гостовао на веб серијалу From the Basement, изводећи будуће In Rainbows песме „Videotape”, „Down is the New Up” и „Last Flowers”. Он је објавио свој први соло албум The Eraser 2006. године. Гитариста Џони Гринвуд је такође компоновао своја прва соло дела, музику за филмове Bodysong (2004) и Биће крви (2007), од којих потоњи означава почетак дуготрајне сарадње са режисером Полом Томасом Андерсоном.

## Снимање
У марту 2005. године, Radiohead су отпочели писање и снимање у њиховом студију у Оксфордширу. Првобитно су одабрали да не ангажују Најџела Годрича, продуцента с којим су већ дуго сарађивали. Према гитаристи Еду О’Брајену, „Били смо мало у зони комфора ... Радили смо заједно 10 година, и сви волимо једно друго превише”. Басиста Колин Гринвуд је касније ово демантовао, објашњавајући да је Годрич био заузет радећи са Шарлот Гензбур и Беком. На фестивалу Ether у јулу 2005. године, Џони Гринвуд и Јорк су извели верзију будуће In Rainbows нумере „Weird Fishes/Arpeggi” са Лондонском симфонијетом и Арапским оркестром из Назарета.
Редовно снимање је отпочело тог августа, а Radiohead су повремено обавештавали своје фанове о току снимања на свом новом блогу, Dead Air Space. Сесије су биле споре и чланови групе су се борили да поврате самопоуздање. Према Јорку, „Провели смо доста времена у студију без икаквог напретка, траћили смо своје време, и то је било веома, веома фрустрирајуће.” Свој спор напредак су приписали мањку замаха након паузе, мањку крајњег рока и продуцента, и чињеници да су сви чланови постали очеви.
У децембру 2005. године, Radiohead су унајмили продуцента Спајка Стента, који је радио са многим музичарима, попут U2 и Бјерк, како би им помогао да обраде снимљени материјал. Стент је послушао песме које су чланови сами продуцирали и сложио се да су незадовољавајуће. Међутим, сарадња са Стентом се није показала успешном.
Забринути због недостатка напретка, менаџмент групе је предложио да се разиђу. Брајан Месиџ, један од њихових менаџера, је касније рекао: „Морате бити искрени ако не успева. Морате бити страствени у вези с оним што радите.” О’Брајен је рекао да су Radiohead одлучили да наставе зато што „кад прођете кроз све глупости, срж ових песама је веома добра”. Чинило му се да би In Rainbows могао бити последњи Radiohead албум, и био је мотивисан жељом да заштите свој статус као сјајна група.
Покушавајући да изађу из застоја, Radiohead су одлучили да отпочну турнеју по први пут од 2004. године. Свирали су у Европи и Северној Америци у мају и јуну 2006. године, и вратили су се у Европу за неколико фестивала у августу, изводећи мноштво нових песама. Према Јорку, турнеја их је натерала да заврше писање песама. Рекао је: „Уместо да то буде ноћна мора, била је јако добра забава, јер одједном су сви спонтани и нико није обузет собом јер нисте у студију ... Осећало се као да поново имам 16 година.”

### Сесије са Најџелом Годричем
Након турнеје, Radiohead су одбацили снимљени материјал направљен са Стентом и поново унајмили Годриџа. Према Јорку, Годрич им је дао „снажан шут у дупе”. Да би их фокусирао, Годрич је пребацио њихове ритмичке траке на једну траку, где не бе могле даље да се мењају. Према Колину, „Идеја је била да се предамо нечему ... Било је као да смо семпловали сами себе.” Јорк је рекао да је група покушала да направи „осећај бестелности” користећи елементе из различитих верзија песама. На пример, „All I Need” је састављена од делова четири различите верзије.
Током три недеље у октобру 2006. године, Radiohead су снимали у кући Тотенхем у Марлбороу у Вилтширу, сеоска кућа коју је Годрич обишао. Чланови групе су живели у караванима, јер је кућа била у оронулом стању. Јорк је то описао као „запуштено у строжијем смислу те речи, где су рупе у поду, плафон прокишњава, пола прозорских окна недостаје ... Било је места где једноставно нисте ишли. Дефинитивно је имало утицај. Имало је неке чудне вибрације.” Сесије су биле продуктивне и снимили су „Jigsaw Falling into Place” и „Bodysnatchers”. Јорк је написао на Dead Air Space да су Radiohead „започели албум како треба сад ... почињемо да напредујемо, мислим. Коначно.” Radiohead су употребили неколико гитара позајмљене од гитаристе групе The Smiths Џонија Мара, укључујући Гибсон Лес Пол Голдтоп из 1957. и Гибсон СГ из 1964. године. Колин Гринвуд је задобио привремен губитак слуха и тинитус изазван лошим слушалицама.
У децембру 2006. године, сесије су се одржале у кући Холсвел у Тонтону, и у Годричевом Hospital студију у Ковент Гардену у Лондону, где су Radiohead снимили „Videotape” и „Nude”. У јануару, Radiohead су наставили снимање у свом студију у Оксфордширу и почели су да постављају слике, стихове, видее и узорке нових песама на Dead Air Space. У јуну, након завршавања снимања, Годрич је објавио клипове песама на Dead Air Space.
Осећајући да је Hail to the Thief био предугачак, Radiohead су хтели да њихов следећи албум буде сажет. Јорк је рекао: „Верујем у рок албум као уметнички облик изражавања. In Rainbows је свестан повратак овом облику 45 минута дугом изјавом ... Наш циљ је бип да опишемо у 45 минута, што смисленије и убедљивије је могуће,  шта нас покреће.” Одлучили су се за 10 песама, остављајући остатак за бонус диск укључен у ограничено издање. Јорк је снимио „Last Flowers”, укључену на бонус диску, током снимања The Eraser. In Rainbows је мастеровао Боб Лудвиг у јулу 2007. године у Gateway Mastering у Њујорк Ситију.

## Музика
In Rainbows укључује елементе арт рока, експерименталног рока, алтернативног рока, арт попа и електронике. Ед О’Брајен је рекао да нису хтели да направе „епски” албум, јер су сматрали да ће негативно подсећати на стадијумски рок. Мећутим, признао је да „епски подразумева и лепоту, као диван поглед, и на овом албуму смо дозволили песмама да буду епске кад то требају.” Као пример такве песме је дао „Weird Fishes/Arpeggi”. Јорк је рекао да Radiohead сматрају In Rainbows својим класичним албумом, поредећи га са Transformer од Лу Рида, Revolver од Битлса и Hunky Dory од Дејвид Боуија.
Уводна песма, „15 Step”, је написана у 5
4 метрици и садржи ритам пљескања инспирисан музичарком Peaches. Radiohead су снимили веселе узвике деце из оксфордске школе Matrix Music School & Arts Centre. „Bodysnatchers”, коју Јорк описује као комбинацију Wolfmother, Neu! и „лошег хипи рока”, је снимљена док је он био у периоду „хиперактивне маније”. За „All I Need”, Џони Гринвуд је хтео да сними бели шум који ствара група током гласног свирања у просторији, а који се никад не појављује у студију. То је постигао свирањем сваке ноте у лествици уз помоћ жичаних инструмената, покривајући све фреквенције.
Radiohead су снимили верзију „Nude” током снимања за њихов албум из 1997. године OK Computer, али су је одбацили. Та верзија је садржала Хамондове оргуље, „усмеренији” осећај и другачије стихове. За In Rainbows верзију, Колин Гринвуд је написао нови бас део, за који је Годрич рекао да је „трансформисао песму из нечег усмереног у нешто што више има ритмички ток”. Песма „Reckoner” је произашла из претходне песме на којој су радили, коју ће Јорк касније објавити као „FeelingPulledApartByHorses”. „Reckoner” одликује Јорков фалсето, „ледени, звецкајући” бубњеви, „вијугава” мелодија гитаре, клавир и жичани део који је аранжирао Џони Гринвуд. Јорк ју је описао као „љубавну песму... отприлике”.
Јорк је описао процес компоновања „Videotape” као „потпуну агонију” и да је „прошла кроз сваки могући параметар”. Он је првобитно хтео да нумера буде „пост-рејв тренс песма”, налик музици британског ди-џеја Surgeon, и рекао је да је Џони Гринвуд био „опседнут” померањем почетка такта. Radiohead су извели „Videotape” у традиционалнијој рок структури током турнеје 2006. године, где Селвеј свира бубњеве до врхунца. За албум, Годрич и Гринвуд су упростили песму, претворивши је у минималну клавирску баладу са бубњевима произведеним од стране Roland TR-909 ритам машине.

### Стихови
Јорк је рекао да су стихови на In Rainbows засновани на „том непознатом страху, бити заглављен у саобраћају, размишљајући ’Сигуран сам да би требало да радим нешто друго’ ... Слично је OK Computer на неки начин. Много више је ужасавајуће.” Рекао је да, за разлику од Hail to the Thief, веома је мало беса на In Rainbows: „Уопште се не бави политиком, макар тако не изгледа мени. Више истражује идеје о пролазности. Почиње на једном месту, а завршава се негде поптуно другде.” У другом интервјуу, Јорк говори да је албум о смртности и свести да може умрети у било ком тренутку. О’Брајен је описао стихове као „универзалним” и о томе како је „бити људско биће”, без политичких конотација. Сам назив In Rainbows је изабран јер је био отвореног типа и није био провокативан или контроверзан, и пристајао је омоту који је направио Донвуд. In Rainbows се такође појављује као стих у „If You Say the Word”, претходно необјављеној песми која је објављена на компилационом албуму Kid A Mnesia поводом двадесетогодишњице албума Kid A и Amnesiac.
Песма „Bodysnatchers” је инспирисана Викторијанским причама о духовима, романом Жене из Степфорда и Јорковим осећајем да је „своја физичка свест заробљена без могућности да се потпуно повеже са било чим другим.” „Jigsaw Falling into Place” је инспирисана хаосем којим је Јорк присуствовао док је излазио викендом у Оксфорду. Он објашњава да у стиховима постоји усхићење, али и да они описују и тамнију страну тога. Јорк говори да у песми „Reckoner” стих „because we separate like ripples on a blank shore” је центар In Rainbows, и да „све доводи до те тачке, а онда одлази од те тачке”.

## Омот
Омот албума и синглова је дизајнирао Стенли Донвуд, дуготрајни сарадник групе. Донвуд је радио у студију док су Radiohead радили на албуму, тако да би све слике преносиле расположење албума. Он је изложио слике у студију и на студијском рачунару како би чланови групе реаговали и коментарисали на њих. Такође је дневно постављао слике на званичном Radiohead сајту, мада ни једна од њих није била искоришћена за коначни омот.
Донвуд је експериментисао са фотографским бакрописом, стављајући фотографије у киселину и бацајући восак на папир, стварајући слике инспирисане свемирским фотографијама Насе. Првобитно је хтео да истражи живот предграђа, али је схватио да се то не слаже уз албум. Коначну илустрацију је описао као „веома живописном ... То је дуга, али веома токсична, као она коју бисте видели у бари.” Radiohead нису објавили омот за дигитално издање, одлучујући да то оставе за физичко издање. Ограничено издање укључује летак који садржи додатне Донвудове илустрације.

## Објава
1. октобра 2007, Џони Гринвуд је најавио албум на блогу групе, писајући: „Нови албум је готов, и излази за 10 дана; назвали смо га In Rainbows.” Објава је садржала линк ка inrainbows.com, где су корисници могли да поруче MP3 верзију албума пре његове објаве за коју год цену су хтели, укључујући и £0.
Објава је била знаменито коришћење pay-what-you-want модела за продају музике. Менаџери групе Брајс Еџ и Крис Хафорд су предложили употребу тог модела у априлу 2007. године. Према Селјвеју, „Пошто је требало доста времена за албум, у нашем менаџменту повремено нису имали шта да раде и само су смишљали идеје. И ова је једна која се баш примила.” Колин Гринвуд је образложио објавукао методу избегавања „регулисаних плејлиста” и „збијених формата” радија и телевизије, осигуравајући да ће слушаоци широм света доживети музику у исто време и спречавајући „цурење” албума на интернет пре физичке објаве. Рекао је да одлука није донета због профита, и да ако им је то била мотивација, прихватили би понуду Universal Records.

### Формати и дистрибуција
За преузимање In Rainbows, Radiohead су употребили мрежног провајдера PacketExchange како би заобишли јавне интернет сервере, користећи приватну мрежу са мањим саобраћајем. Преузимање је упаковано као ZIP фајл сачињен од десет песама са албума енкодоване у 160 kbit/s MP3 формату без средстава за заштиту дигиталних права.
Radiohead су искључили могућност дистрибуције само преко интернета, објашњавајући да 80% људи и даље купује физичка издања и да је битно поседовати „артефакт” или „објекат”. За малопродају, Radiohead су задржали власништво снимања и композиција, али су лиценцирали музику за издавачке куће. Договорима за лиценцирање је управљао њихов издавач, Warner Chappell Music Publishing.
In Rainbows је објављен у CD и винил формату у Јапану од стране BMG 26. децембра 2007, у Асутралији 29. децембра 2007. од стране Remote Control Records, и у Сједињеним Државама од стране TBD Records и у Канади од стране MapleMusic и Fontana 1. јануара 2008. Другде, објављено је 31. децембра 2007. године од стране XL Records, која је објавила и Јорков соло албум The Eraser. In Rainbows је први Radiohead албум који је постао доступан за преузимање на неколико дигиталних музичких продавница, попут iTunes Store и Amazon MP3. 10. јуна 2016. године, албум је додат на стриминг сервис Spotify.

## Промоција

### Веб-кастинг
Након објаве In Rainbows, Radiohead су емитовали два веб-каста из њиховог студија у Оксфордширу: „Thumbs Down” у новембру 2007. године и „Scotch Mist” на Новогодишњу ноћ. У Сједињеним Америчким Државама, „Scotch Mist” је такође емитован на Current TV. Веб-кастинзи су садржали извођења песама са In Rainbows, обраде песама New Order, The Smiths и Бјерк, поезију и видее креиране са комичарем Адамом Бакстоном и режисером Гартом Џенингсом. Колин Гринвуд је описао веб-кастове као спонтаним и ослобађајућим, заобилазећи уобичајен дуг процес поручивања музичких видеа.

### Синглови и музички видеи
Први сингл са In Rainbows, „Jigsaw Falling into Place”, је објављен у јануару 2008. године, а затим „Nude” 31. марта. Синглови су пропраћени музичким видеима, које су режирали Бакстон и Џенингс. Radiohead су одржали ремикс такмичења за „Nude” и „Reckoner”, пуштајући индивидуалне делове песама у продају, и онда стримовали послате ремиксе преко њиховог сајта. Песма „Nude” је дебитовала на 37. месту на Billboard Hot 100 листи. Уз помоћ продаја за индивидуалне делове песме, „Nude” је била прва Radiohead песма која се појавила на листи од „High and Dry” из 1995. године, и прва топ 40 песма у САД од њиховог дебитног сингла „Creep” из 1992. године. У јулу, Radiohead су објавили видео за „House of Cards”, направљен уз помоћ лидар технологије уместо камера.
У марту 2008. године, Radiohead су одржали такмичење са компанијом за анимацију Aniboom, где су такмичари приложили концепте за анимиране музичке видее за In Rainbows песме. Полуфиналисте су изабрали TBD Records и Adult Swim, програмски блок канала Cartoon Network. Пошто нису могли да изаберу само једног победника, Radiohead су наградили сва четири полуфиналиста са 10 хиљада долара, који су направили видее за „15 Step”, „Weird Fishes/Arpeggi”, „Reckoner” и „Videotape”.

### Наступи уживо
16. јануара 2008. године, изненадни Radiohead наступ у продавници плоча Rough Trade East у Лондону је релоциран у оближњи клуб након што је полиција изразила забринутост за безбедност. Radiohead су одржали турнеју Северној Америци, Европи, Јужној Америци и Јапану од маја 2008. године до марта 2009. године. Да би одредили како да смање емисију угљеника за турнеју, Radiohead су унајмили еколошку групу Best Foot Forward. На основу налаза, Radiohead су свирали у амфитеатрима уместо мањих локација и фокусирали су се на свирању у центру градова како би смањили потребу фанова да користе авион. Такође, користили су „шуму” ЛЕД светала на позорници која не емитују угљен диоксид.
Radiohead су снимили наступ уживо, In Rainbows — From the Basement, који је емитован на VH1 у мају 2008. године. У фебруару 2009. године, Јорк и Џони Гринвуд су извели „15 Step” са маршинг бендом Универзитета Јужне Калифорније на 51. Греми церемонији.

## Продаја

### Дигитална продаја
Почетком октобра 2007. године, један од говорника за Radiohead је саопштио да је већина људи који су преузели албум платила „нормалну малопродајну цену” за дигиталну верзију In Rainbows и да је већина фанова унапред поручила ограничено издање. Цитирајући извор близак групи, сајт за музичке вести Gigwise је саопштио да је продато 1,2 милиона дигиталних копија In Rainbows пре него што је албум пуштен у малопродају, што је суменаџер групе Брајс Еџ одбацио као „претеривање”.
Према истраживању објављеном у новембру 2007. године од стране фирме Комскор, људи који су преузели албум су у просеку платили $2,26 по преузимању глобално, док 62% нису платили ништа. Од оних који су платили, просек је $6 глобално, од којих је 12% платили у рангу од $8 до $12, што је стандардна цена на iTunes платформи. Radiohead су одбацили репортажу као „потпуно нетачном”, али да су резултати добри. Још једна анкета, спроведена од стране организације Record of the Day, је открила да 28,5% од оних који су преузели албум је платило ништа или £0,01 и да је просечна цена по преузимању била £3,88. У децембру 2007. године, Јорк је саопштио да су Radiohead зарадили више од дигиталних продаја In Rainbows него од дигиталних продаја свих претходних албума заједно.
У октобру 2008. године, годину дана након објаве албума, Warner Chappell је известио да, иако већина људи није платила ништа за преузимање албума, продаја пред објаву In Rainbows је била профитабилнија од укупних продаја за Hail to the Thief и да је ограничено издање продало 100 хиљада копија. Према репортажи магазина Wired 2009. године, Radiohead су зарадили „инстантних” три милиона фунти. Публикација Pitchfork је ово видела као доказ да, захваљујући њиховим фановима, „Radiohead могу да објаве албум према најтајанственијим условима, практично бесплатно, а да и даље буду веома успешни, чак док профити у индустрији настављају да падају.”
Према компанији за мерење медија BigChampagne, на дан објаве, око 400 хиљада копија In Rainbows је пиратовано преко торента. Албум је дељен 2,3 милиона пута до 3. новембра 2007. године. На врхунцу, албум је дељен много више него други најдељенији албум објављен у истом периоду. Неки од случајева пиратерије се десио кад корисници нису могли да преузму албум са званичног сајта услед преоптерећења.

### Малопродаја
Пошто inrainbows.com није регистрован продавац за музичке топ листе, продате копије In Rainbows у облику преузимања и продата ограничена издања нису остварила права на укључење у UK Albums Chart. У недељи објаве албума у малопродаји, албум је достигао прво место на UK Albums Chart, продајући 44602 копије у првој недељи. У Сједињеним Америчким Државама, након што су неке продавнице албума прекршиле договор о датуму објављивања, In Rainbows је дебитовао на Billboard 200 на 156. месту. Мећутим, у првој недељи званичне објаве, албум је постао десети независно објављен албум који је достигао прво место на Billboard 200 листи, продавајући 122 хиљаде копија. Октобра 2008. године, Ворнер Чапел је саопштио да је албум продао 3 милиона копија глобално од малопродајног датума објаве, укључујући 1,75 милиона физичких копија. In Rainbows је била најпродаванија грамофонска плоча 2008. године.

## Реакције критичара
| Професионални рејтинг | Професионални рејтинг |
| Збирни резултат       | Збирни резултат       |
| Извор                 | Рејтинг               |
| --------------------- | --------------------- |
| Metacritic            | 88/100                |
| Резултати             |                       |
| Извор                 | Рејтинг               |
| AllMusic              | [ 101 ]               |
| The A.V. Club         | A−                    |
| Entertainment Weekly  | A                     |
| The Guardian          | [ 104 ]               |
| Mojo                  | [ 105 ]               |
| Pitchfork             | 9.3/10                |
| Q                     | [ 107 ]               |
| Rolling Stone         | [ 108 ]               |
| Spin                  | [ 109 ]               |
| The Times             | [ 110 ]               |

На вебсајту за агрегацију рецензија Metacritic, In Rainbows има оцену 88 од 100 на основу 42 рецензије, указујући „универзалну похвалу”. Критичарка из листа The Guardian Алексис Петридис је похвалила извођење групе у студију и приметио да звуче као да су уживали приликом снимања. Џонатан Коен из магазина Billboard је похвалио то што албум није пао у сенку маркетиншког узбуђења. Енди Келман из AllMusic је написао да ће In Rainbows „остати запамћен као групина најстимулишућа синтеза приступачних песама и апстрактних звукова, уместо као први њихов албум без фиксне цене за преузимање”.
2011. године, The Rolling Stone Album Guide је описао In Rainbows као њихов „најекспанзивнији и најзаводљивији албум, могуће њихов најбољи свих времена”. Селвеј је 2023. године рекао да је то његов најомиљенији Radiohead албум. Рекао је да је комбиновао „све што смо учили више од две деценије ... Осећа се као група која је научила да свира своје инструменте заједно, али радећи то довољно дуго да свирање достигне нови ниво.”

### Признања
In Rainbows је рангиран међу најбољим албумима 2007. године од стране многих музичких публикација. Рангиран је на првом месту од стране магазина Billboard, Mojo и PopMatters, на трећем од стране NME и The A.V. Club, четвртом од стране Pitchfork и Q, и шестом од стране Rolling Stone и Spin. Такође је именован као један од најбољих албума деценије од стране неколико публикација: NME га је рангирао на 10. место, Paste на 45. место, Rolling Stone на 30. место, Guardian на 22. место, и Newsweek на 5. место. Rolling Stone је укључио In Rainbows на својим ажурираним листама 500 најбољих албума свих времена на 336. месту 2012. и 387. месту 2020. године. Налази се у књизи „1001 албум који морате послушати пре него што умрете”. 2019. године, Guardian је именовао In Rainbows као једанаестим најбољим албумом 21. века за сад. Rolling Stone је именовао In Rainbows као једним од револуционарних 40 албума због pay-what-you-want модела, који је утицао на многе музичаре, укључујући Бијонсе и U2. Читаоци магазина Pitchfork су 2021. године изгласали In Rainbows као четвртим најбољим албумом у претходних 25 година, док су претходни Radiohead албуми OK Computer и Kid A на другом и првом месту.
In Rainbows је номинован за награду Меркјури 2008. године, и добио је Греми награду за Најбољи албум алтернативне музике и Најбоље специјално ограничено издање на 51. годишњим наградама Греми. Такође је номинован за Албум године и Продуцента године за не-класичну музику (за Годрича), и „House of Cards” је номинована за Најбоље рок извођење од стране дуа или музичке групе, Најбољу рок песму и Најбољи музички видео.

## Списак песама
Аутор(и) свих текстова и песама: Radiohead. 
| №               | Назив                     | Трајање |  |
| 1.              | 15 Step                   | 3:58    |  |
| 2.              | Bodysnatchers             | 4:02    |  |
| 3.              | Nude                      | 4:15    |  |
| 4.              | Weird Fishes/Arpeggi      | 5:18    |  |
| 5.              | All I Need                | 3:49    |  |
| 6.              | Faust Arp                 | 2:10    |  |
| 7.              | Reckoner                  | 4:50    |  |
| 8.              | House of Cards            | 5:28    |  |
| 9.              | Jigsaw Falling into Place | 4:09    |  |
| 10.             | Videotape                 | 4:40    |  |
| Укупно трајање: | Укупно трајање:           | 42:39   |  |

## In Rainbows Disk 2
Специјално издање In Rainbows укључује други диск, In Rainbows Disk 2, који се састоји од осам додатних песама. Том Јорк је рекао како осећа да Disk 2 садржи неке од најбољих песама групе, попут „Down Is the New Up”, али се оне нису уклапале у остатак албума. Radiohead су 2009. године на свом сајту Disk 2 начинили доступним за преузимање, а октобра 2016. године је објавњен на стриминг и дигиталним платформама.

## Списак песама
Аутор(и) свих текстова и песама: Radiohead. 
| №               | Назив              | Трајање |  |
| 1.              | MK1                | 1:03    |  |
| 2.              | Down Is the New Up | 4:59    |  |
| 3.              | Go Slowly          | 3:48    |  |
| 4.              | MK2                | 0:53    |  |
| 5.              | Last Flowers       | 4:26    |  |
| 6.              | Up on the Ladder   | 4:17    |  |
| 7.              | Bangers + Mash     | 3:19    |  |
| 8.              | 4 Minute Warning   | 4:04    |  |
| Укупно трајање: | Укупно трајање:    | 26:49   |  |

## Особље
Radiohead
- Колин Гринвуд
- Џони Гринвуд
- Ед О’Брајен
- Филип Селвеј
- Том Јорк

Остали музичари
- The Millennia Ensemble – жичани инструменти
  - Евертон Нелсон – вођа
  - Сели Херберт – дириговање

Продукција
- Најџел Годрич – продукција, миксовање, инжењеринг
- Ричард Вудкрафтt – инжењеринг
- Хјуго Николсон – инжењеринг
- Ден Греч-Маргерат – инжењеринг
- Грејми Стјуарт – препродукција
- Боб Лудвиг – мастеровање

Омот албума
- Стенли Донвуд
- Dr Tchock